# Paphinia benzingii
Paphinia benzingii är en orkidéart som beskrevs av Dodson och Tilman Neudecker. Paphinia benzingii ingår i släktet Paphinia och familjen orkidéer. Inga underarter finns listade i Catalogue of Life.